# Union pour l'Europe
L'Union pour l'Europe (UPE) est un groupe politique conservateur du Parlement européen de 1995 à 1999.

## Historique
Elle fut formée en juillet 1995 par la fusion du Rassemblement des démocrates européens (1984-1995) et de Forza Europa (1994-1995),, et devint le troisième groupe parlementaire en nombre de sièges[réf. nécessaire].
En juin 1998, les élus de Forza Italia quittèrent le groupe pour siéger au Groupe du Parti populaire européen.
En 1999, une partie de ses membres fondèrent l'Union pour l'Europe des nations, alors que Rassemblement pour la République rejoignirent le Groupe du Parti populaire européen.

## Composition
| Pays     | Parti national                    | Députés européens |
| -------- | --------------------------------- | ----------------- |
| France   | Rassemblement pour la République  | 14                |
| Irlande  | Fianna Fáil                       | 7                 |
| Italie   | Forza Italia (Jusqu'en juin 1998) | 25                |
| Portugal | CDS - Parti populaire             | 3                 |
| Grèce    | Printemps Politique               | 2                 |